# Édouard Colonne
Édouard Colonne (Bordeus, 1838 - París, 1910) d'origen israelià, fou un violinista i director d'orquestra francès.
Colonne va néixer a Bordeus, fill i net de músics d'ascendència ita-jueva. Des dels vuit anys, va tocar flageolet i acordió, i després va començar estudis de violí amb Baudoin. A partir de 1855, Colonne estudià en el Conservatori de la capital de França, on tingué per professor a Girard i a Souzay per al violí, a Elwart per la composició i Thomas per la fuga i el contrapunt. Aconseguí el primer premi de violí el 1863 i el d'harmonia el 1878. Fou primer violí de l'Òpera, i membre del Quartet Lamoreux, deixant aquell lloc per fundar el Concert National, que poc temps després es convertí en l'Association artistique, inaugurant els concerts dominicals coneguts generalment amb el nom de Concerts Colonne, que primer es verificaven en el teatre de l'Odeón i després en el vast coliseu del Châtelet, en competència amb els que dirigia Jules Pasdeloup.
En aquest es donaren a conèixer al públic parisenc nombroses obres de compositors francesos com Mazeppa, de Paul Puget; el Concerto de violon, la Fantaisie espagnola, alguns fragments del Fiesque i un Concert pour piano, d'Édouard Lalo; la Marie Madeleine i les Scènes pittoresques, de Jules Massenet; el Tasse, de Benjamin Godard; La Tempête, de Jean-Baptiste Duvernoy; la Chevauchée du Cid, de Vincent d'Indy, nombroses obres d'Émile Bernard, Charles-Édouard Lefebvre, Albert Cahen i altres compositors. A l'Asociation artistique li cap la glòria d'haver ressuscitat musicalment Berlioz, ja que en aquells concerts s'executaren íntegrament la Prise de Troie, L'enfance du Crist i més de 100 audicions de La Damnation de Faust, que aconseguí un èxit sense precedents.
En els programes d'aquells concerts, alternant amb les obres dels mestres francesos, figuraren per primera vegada a París, composicions de Txaikovski, de Grieg, de Raff i de Wagner, entre altres l'idil·li i els murmuris de la selva del Sigfried; gran part del primer quadre de l'Das Rheingold (1890), la Cavalcada de les valquíries i el preludi i escena de la consagració del Parsifal.
El 1878, Colonne havia conegut Txaikovski durant la visita del compositor rus a París i, a més de fer l'estrena local de la seva Simfonia núm. 4, es van mantenir en contacte, la qual cosa va portar a "intercanviar" viatges de concerts per a Colonne a Rússia.
Colonne es va destacar pel seu interès en Berlioz (el qual aleshores, era més estimat als països de parla anglesa i alemanya que a França). David Cairns va assenyalar amb relació a la tradició interpretativa després de la mort de Berlioz que "l'adveniment d'Edouard Colonne va ser, per tant, crucial...Berlioz va ser acceptat com a compositor d'una única obra, com a màxim de dues: Faust i la Simfonia Fantàstica. Però l'obra estava ara en bones mans". Comenta que quan Pierre Monteux, de 15 anys, es va incorporar a l'orquestra de Colonne el 1890 i "va aprendre la música des de dins", aquesta tradició va continuar. Monteux (primer violista i després director assistent de l'orquestra Colonne) va utilitzar la partitura anotada de Colonne per a la seva gravació de 1931 de la Simfonia fantàstica de Berlioz.
A més, Colonne va destacar pel seu suport a la música de Wagner, Mahler i Saint-Saëns. Va introduir la nota descriptiva als fullets del programa.
Una altra de les seves aportacions significatives va ser en l'àmbit tecnològic: va ser el primer director d'orquestra a fer discos de fonografia comercial, tot per a la companyia francesa Pathé. Els seus primers enregistraments es van publicar amb cilindre de fonògraf de cera, cap dels quals se sap que ha sobreviscut, però un grup d'enregistraments posteriors, fets cap al 1906 i publicat en discos Pathé, ha estat remasteritzat i reeditat en CD. Les obres van des de Beethoven fins a Widor, i s'inclouen anuncis de Colonne.
La segona esposa de Colonne va ser la soprano Elise Vergin. Va morir a París als 7 anys. Alguns mesos abans de la seva mort, Colonne va haver de cedir la direcció dels concerts al mestre compositor Gabriel Pierné.